# Homoseksualnost
Istospolna usmerjenost ali homoseksualnost je erotično nagnjenje do pripadnika istega spola.

## Etimologija in drugi izrazi
»Homoseksualnost« je sestavljena iz grške besede »homos«, ki pomeni »enak, isti« in latinskega korena »sex«. Homoseksualnost je spolna usmerjenost, seksualno nagnjenje do oseb istega spola.
Izraz homoseksualnost je prvi uporabil borec za človekove pravice Karl Maria Kertbeny v 19. stoletju. Iz izraza je tvorjena slovenska beseda istospolnost.
V knjižnem jeziku se poleg »homoseksualen/-na« najbolj pogosto uporabljata še izraza »gej« za moške in »lezbijka« za ženske.   
Žaljivke ali vulgarne besede, ki so sopomenke za homoseksualca, obsegajo izraze peder, pedrula, pederčina, homo, homič, feget, buzerant, toplovodar, topli bratec, ta topli, ritopik, ritodaj itd. za moške, za ženske pa lezbača, možača (shemale). Manj slabšalni izrazi so buzi, tetka (slednje tudi v rabi med pripadniki skupnosti) oz. lezba, kamionarka. 
V letu 2011 je Kulturni center Q (klub Tiffany), Društvo ŠKUC izdal LGBTQ Slovar, zbirko lezbičnih, gejevskih, biseksualnih, transspolnih, transseksualnih in queer besed. Dostopen je tudi na spletu.

## Homoseksualnost v družbi
Homoseksualnost je prisotna v vseh družbah, neodvisno od lokacije in časovnozgodovinskega okvira, vendar se družba na istospolno usmerjenost odziva na različne načine, od popolnega sprejemanja do načrtnega zatiranja in preganjanja.

### Pogostost homoseksualnosti
Enotnih ocen o pogostnosti homoseksualnosti ni, predvsem zaradi različnih definicij homoseksualnosti, različnih metod raziskav in zanikanja homoseksualnosti v stigmatiziranih okoljih. Glede na ankete je homoseksualnih do 10 odstotkov ljudi.

### Etična vrednotenja homoseksualnosti
Etična stališča do homoseksualnosti so zelo različna, mestoma nasprotujoča si. Odvisna so predvsem od antropoloških predpostavk in interpretacij homoseksualnosti. Pogosto je etično vrednotenje homoseksualnosti močno odvisno od določenih verskih stališč.
Kjer velja homoseksualnost za naravno danost ali pozitivno ovrednoteno prosto odločitev posameznika, je tudi etično stališče do homoseksualnosti pozitivno, kjer pa se homoseksualnost vrednoti kot antropološki defekt, je istospolnost negativno sprejeta, kar vodi od negativnega sprejemanja do zakonskega preganjanja homoseksualnosti.

## Homoseksualnost v biologiji
Vedenje, ki se lahko interpretira kot homoseksualnost ali biseksualnost, je opaziti pri različnih živalskih vrstah, med drugim istospolno parjenje, dvorjenje, naklonjenost, oblikovanje parov in skrb za mladiče. Po oceni kanadskega biologa Brucea Bagemihla je istospolno vedenje dokumentirano pri več kot 450 živalskih vrstah po vsem svetu. Čeprav so istospolne interakcije, ki vključujejo stik spolovil, zabeležene pri več sto vrstah, se le pri nekaterih od njih to pojavlja redno (kot pri človeku). Nevroznanstvenik Simon LeVay je trdil, da je kljub pogostosti homoseksualnega vedenja v živalskem svetu redkost, da bi posamezni osebki bili dolgoročno nagnjeni k takšnemu vedenju ob hkratni odsotnosti heteroseksualnega vedenja.
Ena od živali, pri katerih se pojavlja ekskluzivna homoseksualnost, je domača ovca; po raziskavah se okoli 8 odstotkov ovnov raje kot z ovcami pari z drugimi ovni.